# Курир
Kурир је особа која преузима поруке, писма или пакете од једне особе или са једног места и преноси их другој. Курир доставља поруке најчешће брже од редовне поштанске службе или ван њеног система. Уколико је реч о више курира у оквиру неке организације, реч је о курирској служби.
Курир разноси робу понекад пешке, бициклом или мотором, али најчешће службеним аутомобилом или комбијем.

## Етимологија
Реч „курир” настала је од италијанске речи correre (трчати), а у нашем језику је туђица (нем. Kurier; франц. Courrier; итал. Corriere). Домаћи изрази за ову реч су: достављач, гласоноша, гласник, теклић.

## Историја
Некада су курири били једино или главно средство за преношење различитих информација. Посебно важну улогу курири имају у ратовима и дипломатији, за пренос поверљивих пошиљки сваке врсте.

### Пре индустријске ере
У древној историји, поруке су достављане ручно користећи различите методе, укључујући тркаче, голубове писмоноше и коњанике. Пре увођења механизованих курирских услуга, гласници пешаци су физички преваљивали километре до својих одредишта. Ксенофонту се приписује прва употреба курира у служби персијског принца Кира Млађег.
Познато је да је древни грчки курир Фидипид претрчао 26 миља од Маратона до Атине да би донео вест о победи Грка над Персијанцима 490. године п. н. е. Трка на дуге стазе позната као маратон именована је по том догађају.

### Анабаси
Почевши од Аугустовог доба, стари Грци и Римљани користили су класу коњаничких и кочијашких курира званих анабаси за брзо доношење порука и наредби на велике удаљености.  Реч anabasii долази од грчке речи αναβασις (adscensus, „зајашити“). Они су били савременици грчких хемередрома, који су поруке преносили пешке.

### Курири у рату
Велику улогу одиграли су и у Другом светском рату, како у свету, тако и у Југославији. Курир-илегалац (пратизански или партијски курир) био је у периоду Другог светског рата у редовима партизанског покрета посебна врста везе преко које се до средине 1943. године, када Народноослободилачка војска постаје боље опремљена захваљујући помоћи Савезника, скоро искључиво командовало у редовима Народноослободилачке војске и Партизанских одреда Југославије. Курири су били веза између свих постојећих тела у оквиру партизанског покрета. Због заначаја порука које су преносили, за курире су бирани или они за које је непријатељ тешко могао поверовати да им се поверавају задаци од изузетног значаја, као што су деца или изузетно вични и способни појединци који су по правилу морали бити веома лојални Партији и Покрету. Курир се морао снаћи у свакој ситуацији, како на слободној тако и на окупираној територији. У циљу преношења поруке која је могла бити писмена или усмена курири су користили сва расположива превозна средства, крећући се врло често пешке по забаченим и недоступним крајевима. Предаји поруке претходила је провера система лозинки на тзв. „јавкама” односно пунктовима. Обављање курирског позива било је једно од најтежих задужења у редовима партизанске војске, јер је и ако позадинско, било скопчано са константним излагањем ризику од хапшења, мучења и смрти. Због тога је курирски позив, како за време тако и после рата често апострофиран као онај који се доводи у везу са највећим опасностима. Сећање, како на страдале, тако и на преживеле курире имало је после 1945. посебно место у разним свечаним и пригодним приликама када су евоциране успомене на борбу и страдања из времена Другог светског рата.

## Курир у савременом друштву
У савременом друштву курире су замениле телекомуникације, па се данас користе за слање најповерљивијих података (војни, ратни курир). Бржем преносу доприносе и бројне курирске службе које брзо и поуздано преносе поруке и робу с краја на крај света. Поред курирских служби у оквиру органа државе и дипломатских курира, курирске службе поседују и неке пословне компаније, али такође постоје и курирске службе које делују као самосталне фирме за рачун приватних клијената.
Према анкети РАТЕЛ-а о поштанским услугама у свету и Србији, занимање курир, односно достављач једно је од ретких занимања са позитивним трендом формалне запослености. За овим занимањем у Србији постоји стална потреба, највише на нивоу града Београда.

### Одговорности курира
- Пријем пошиљке (поруке или пакета)
- Безбедна достава на предвиђену локацију
- Предаја пошиљке лично особи којој је намењена
- Попуњавање документације (задуживање, раздуживање)
- Брига о хигијени возила[2]

### Вештине и особине које би требало да има курир
- Динамичност
- Поштовање рокова
- Тенденције ка теренском раду
- Одговорност
- Услужност
- Организованост[2]